# Flanagan River
Flanagan River är ett vattendrag i Kanada.   Det ligger i provinsen Ontario, i den sydöstra delen av landet, 1 500 km nordväst om huvudstaden Ottawa.
I omgivningarna runt Flanagan River växer i huvudsak barrskog. Trakten runt Flanagan River är nära nog obefolkad, med mindre än två invånare per kvadratkilometer.